# 2012年8月英國

## 8月23日
- 英揆大衛·卡梅倫結束夏季休假返回倫敦辦公，並將於唐寧街10號會見巴林國王哈邁德。這將是卡梅倫在首相任內兩人第三次會面，兩人將會談論英國如何協助巴林推動改革。BBC （页面存档备份，存于）
- 下議院國際發展委員會建議，英國援助落後國家時應集中協助這類國家政府改善收稅的能力，比起依賴直接援助更為有效，也更能夠善用英國納稅人的金錢。BBC （页面存档备份，存于）

## 8月21日
- 政府最新數字顯示，政府在2012年7月份向外舉債6億英鎊，由於7月份傳統上是稅收月份，加上去年同期政府共錄得28億英鎊淨收益，因此消息出乎市場意料之外。BBC （页面存档备份，存于）
- 包括首相府和內政部在內等多個政府部門網站遭受駭客短暫襲擊，有駭客組織公開承認責任，表示要就英政府處理維基解密網站創辦人朱利安·阿桑奇面臨引渡一事表達不滿。BBC （页面存档备份，存于）

## 8月19日
- 維基解密網站創辦人朱利安·阿桑奇在倫敦厄瓜多駐英國大使館的露台發表公開講話，呼籲美國政府停止對維基解密網站成員展開「獵巫」式的追捕，另又對厄瓜多爾政府提供政治庇護致以謝意。這次是阿桑奇走入厄瓜多爾大使館多日以來首次公開露面和發表講話。BBC （页面存档备份，存于）
- 工黨籍前任財政大臣戴理德在《星期日人民報》撰文，警告如果現任財相歐思邦不改變目前的經濟政策方針，將對英國經濟帶來「難以量度的破壞」。他又宣稱歐思邦和英倫銀行「已放棄所有尋求經濟增長的方案」。BBC （页面存档备份，存于）

## 8月16日
- 厄瓜多爾政府決定向維基解密網站創辦人朱利安·阿桑奇提供政治庇護，英政府表示失望。被指在瑞典涉嫌干犯強姦和性騷擾等罪行的阿桑奇，在本年5月30日被英國最高法院裁定須接受引渡回當地受審後不久，便走到厄瓜多爾駐倫敦大使館提出尋求政治庇護。BBC （页面存档备份，存于）
- 對於文化大臣侯俊偉較早前建議政府應該放寬簽證政策，方便中國大陸旅客到英國旅遊以振興經濟，內政大臣文翠珊透過助手在《每日電訊報》撰文回應，指建議不可接受。文翠珊指出放寬簽證政策會對英國構成「保安威脅」，又指去年有多達400名來自中國大陸的罪犯等候遣返，另有1,000名中國大陸人士尋求政治庇護。按照目前政策，非歐盟國民只須申請一張簽證，便可到訪大部份歐盟成員國，但如果打算到訪英國就必須另外申請簽證。侯俊偉前早估計，如果集中鼓勵中國大陸旅客到英國旅遊，每年可為英國帶來五億英鎊的額外收入，並創造14,000個職位。BBC （页面存档备份，存于）

| 依月份排列新聞動態 |
| \| - 2014年英國：1月 - 2月 - 3月 - 4月 - 5月 - 6月 - 7月 - 8月 - 9月 - 10月 - 11月 - 12月 - 2013年英國：1月 - 2月 - 3月 - 4月 - 5月 - 6月 - 7月 - 8月 - 9月 - 10月 - 11月 - 12月 - 2012年英國：1月 - 2月 - 3月 - 4月 - 5月 - 6月 - 7月 - 8月 - 9月 - 10月 - 11月 - 12月 - 2011年英國：1月 - 2月 - 3月 - 4月 - 5月 - 6月 - 7月 - 8月 - 9月 - 10月 - 11月 - 12月 - 2010年英國：1月 - 2月 - 3月 - 4月 - 5月 - 6月 - 7月 - 8月 - 9月 - 10月 - 11月 - 12月 - 2009年英國：1月 - 2月 - 3月 - 4月 - 5月 - 6月 - 7月 - 8月 - 9月 - 10月 - 11月 - 12月 - 2008年英國：1月 - 2月 - 3月 - 4月 - 5月 - 6月 - 7月 - 8月 - 9月 - 10月 - 11月 - 12月 檢閱 \| |
| - 2014年英國：1月 - 2月 - 3月 - 4月 - 5月 - 6月 - 7月 - 8月 - 9月 - 10月 - 11月 - 12月 - 2013年英國：1月 - 2月 - 3月 - 4月 - 5月 - 6月 - 7月 - 8月 - 9月 - 10月 - 11月 - 12月 - 2012年英國：1月 - 2月 - 3月 - 4月 - 5月 - 6月 - 7月 - 8月 - 9月 - 10月 - 11月 - 12月 - 2011年英國：1月 - 2月 - 3月 - 4月 - 5月 - 6月 - 7月 - 8月 - 9月 - 10月 - 11月 - 12月 - 2010年英國：1月 - 2月 - 3月 - 4月 - 5月 - 6月 - 7月 - 8月 - 9月 - 10月 - 11月 - 12月 - 2009年英國：1月 - 2月 - 3月 - 4月 - 5月 - 6月 - 7月 - 8月 - 9月 - 10月 - 11月 - 12月 - 2008年英國：1月 - 2月 - 3月 - 4月 - 5月 - 6月 - 7月 - 8月 - 9月 - 10月 - 11月 - 12月 檢閱       |